# Campeonato Nacional de Rodeo de 1983
El 35.º Campeonato Nacional de Rodeo cerró la temporada del año 1983 y fue ganado por los jinetes de la Asociación Temuco y del Criadero El Ideal, Leonardo García y Daniel Rey. Como es tradicional desde 1975 este campeonato se disputó en la Medialuna Nacional, ubicada en la ciudad de Rancagua atrajo a una gran cantidad de aficionados del rodeo de todo Chile y fue transmitido para todo el país por las pantallas de Televisión Nacional de Chile. El movimiento de la rienda fue ganado por José Manuel Aguirre en "Pajarita" con 49 puntos.

## Desarrollo de la serie de campeones
La serie de campeones comenzó con la elección del tradicional "sello de raza" al igual que el campeonato anterior, fue ganado por "Barnechea-Guinda" una hija del San Guillermo-Recuerdo en la Gultro-La Chole, que fue montada por José Miguel Goycolea. Luego comenzó la serie, la primera collera en entrar a la medialuna fue la campeona del año anterior, compuesta por René y Boris Guzmán, destacando con 8 puntos buenos. 
Leonardo García y Daniel Rey comenzaron mal ya que montando a "Rumbo" y "Roto Diablo" quedan eliminados en el primer animal con un punto malo, sin embargo tendrían una buena actuación en "Alborada" y "Ronquerita", collera que saldría campeona.
Después de que se corrieron tres animales, el jurado dispone que 7 colleras disputen el cuarto animal. Vial y Bustamante llegaban con 13 puntos, De la Fuente y Schwalm con 16, Vial y Bustamante con 12, García y Rey con 20, Urrutia y Urrutia con 13, Cardemil y Tamayo con 12 puntos y finalmente Mendoza y Loaiza con 16 puntos.
La collera con mejor rendimiento fue la integrada por Mendoza y Loaiza, quienes hacen 6 puntos y finalizan el campeonato con 22 puntos, pero no les alcanza para superar a García y Rey, quienes solo realizan 3 puntos, pero acumularon 23 puntos convirtiéndose en los nuevos campeones de Chile con solo un punto de diferencia con los segundos campeones.

## Resultados

### Serie de campeones
| Cuarto Animal 1983 | Cuarto Animal 1983                     | Cuarto Animal 1983           | Cuarto Animal 1983 | Cuarto Animal 1983 |
| ------------------ | -------------------------------------- | ---------------------------- | ------------------ | ------------------ |
| Lugar              | Jinetes                                | Caballos                     | Asociación         | Puntaje            |
| 1.º                | Leonardo García y Daniel Rey           | "Alborada" y "Ronquerita"    | Cautin             | 23                 |
| 2.º                | Eugenio Mendoza y Juan Carlos Loaiza   | "Barbeta" y "Relincho"       | Valdivia           | 22                 |
| 3.º                | Ricardo de la Fuente y Enrique Schwalm | "Talabera" y "Mentirosa"     | Osorno             | 18                 |
| 4.º                | Gonzalo Vial y Regalado Bustamente     | "Halcón" y "Chamaco"         | O'Higgins          | 16                 |
| 5.º                | Gonzalo Vial y Regalado Bustamente     | "Cachorrito" y "Guariqueque" | O'Higgins          | 14                 |
| 6.º                | Hugo Cardemil y Eduardo Tamayo         | "Curanto" y "Curandero"      | Curicó             | 14                 |
| 7.º                | Felipe Urrutia y Gonzalo Urrutia       | "Coihue" y "Apenado"         | Ñuble              | 12                 |

## Cuadro de honor temporada 1982-1983

### Jinetes
- 1.º Jesús Bustamante[6]
- 2.º Ricardo de la Fuente
- 3.º Eduardo Tamayo
- 4.º José Manuel Aguirre
- 5.º Juan Carlos Loaiza
- 6.º Daniel Rey
- 7.º Hugo Navarro
- 8.º Enrique Schwalm
- 9.º Juan Zúñiga
- 10.º Luis Eugenio Mendoza

### Caballos
- 1.º Cachorrito
- 2.º Jornalero
- 3.º Picante
- 4.º Salteador II
- 5.º Chamaco
- 6.º Rumbo
- 7.º Ritual
- 8.º Guariqueque
- 9.º Roto Diablo
- 10.º Regalón

### Yeguas
- 1.º Barquilla
- 2.º Mentirosa
- 3.º Alborada
- 4.º Cachita
- 5.º Rancherita
- 6.º Pelusa
- 7.º Borrachita
- 8.º Guinda
- 9.º Felpa
- 10.º Navidad

### Potros
- 1.º Barbeta
- 2.º Pajonal
- 3.º Onofre
- 4.º Revuelto
- 5.º Relincho
- 6.º Pial
- 7.º Bellaco
- 8.º Lolo
- 9.º Curanto
- 10.º Insolente